# 千葉市立養護学校

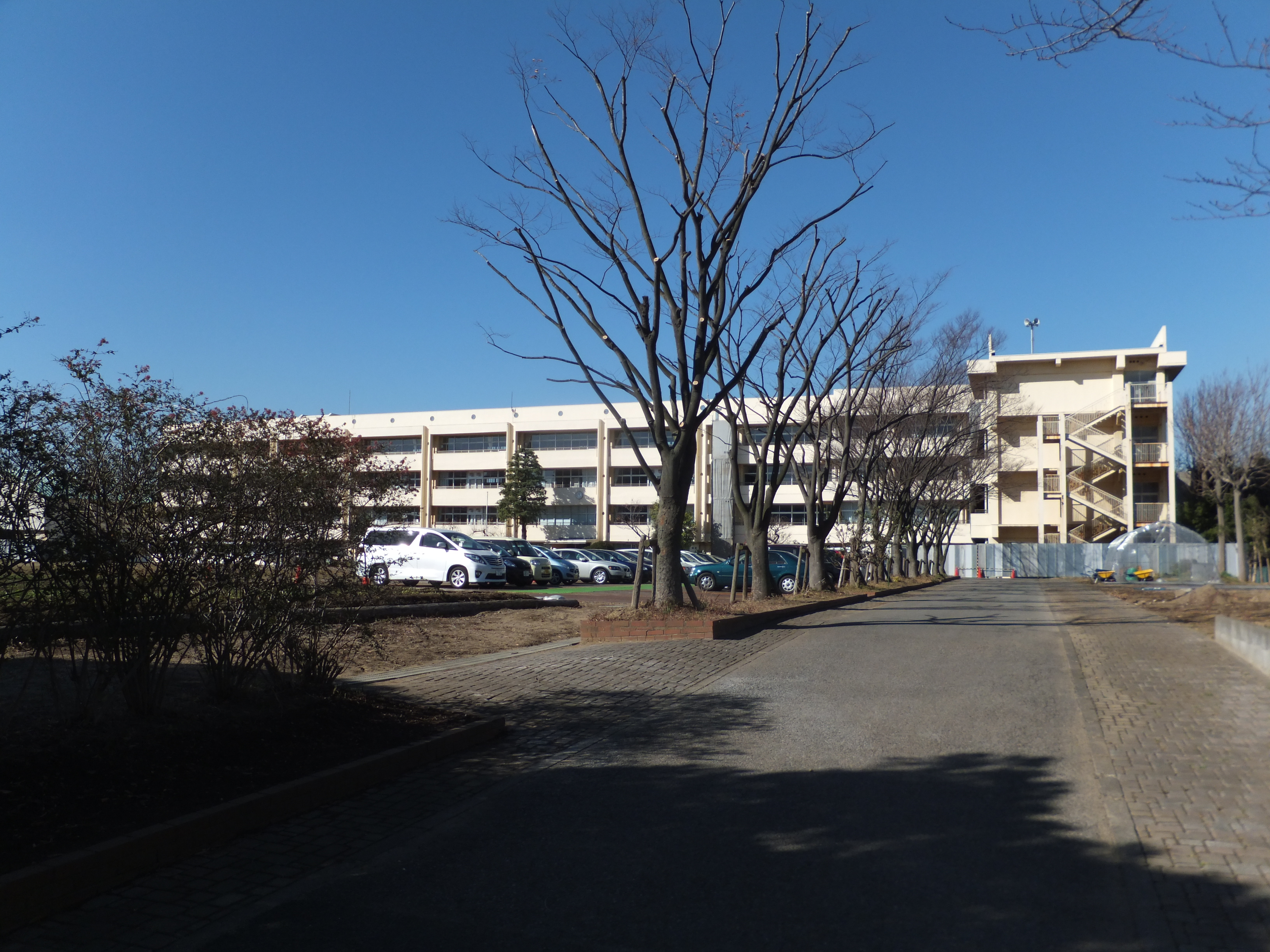
旧千葉市立養護学校真砂分校、現千葉市立高等特別支援学校

千葉市立養護学校（ちばしりつ ようごがっこう）は、千葉県千葉市若葉区大宮町にある公立特別支援学校。知的障害者を教育対象とする。2007年の学校教育法の改正後も「養護学校」の名を変更していない。

## 沿革
- 1964年（昭和39年）4月 - 千葉市立養護学校として開校。
- 1965年（昭和40年）12月 - 小学部認可、新校舎に移転。
- 1966年（昭和41年）7月 - 体育館竣工。
- 1967年（昭和42年）5月 - プール竣工。
- 1970年（昭和45年）3月 - 校旗制定。
- 1974年（昭和49年）1月 - 体育館倉庫完成。
  - 7月 - 創立10周年記念式典挙行、校歌制定。
- 1975年（昭和50年）4月 - 高等部設置認可。
- 1978年（昭和53年）4月 - 小学部児童が千葉市立第二養護学校へ移籍。
- 1984年（昭和59年）3月 - 創立20周年記念式典挙行。
  - 5月 - 創立20周年記念植樹。
- 1989年（平成元年）9月 - プール取り壊し。
- 1991年（平成3年）3月 - 千葉県立千葉養護学校開校にともなう学区割りにより、約半数の生徒が移籍。
  - 9月 - 新校舎落成・移転。
  - 12月 - 落成記念式典挙行。
- 1992年（平成4年）3月 - 旧校舎取り壊し完了。
- 2013年（平成25年）4月- 美浜区真砂に真砂分校（高等部）開設。
- 2015年（平成27年）4月 - 真砂分校が、千葉市立高等特別支援学校として本校から分離開校。

## 学部
- 中学部
- 高等部